# 哈维尔·卡德纳斯
哈维尔·卡德纳斯（西班牙語：Javier Cárdenas，1952年12月8日—2022年6月25日），墨西哥男子足球运动员，司职中场。他曾代表墨西哥国家队参加1978年国际足联世界杯，结果队伍止步小组赛阶段。